# Micrambyx humilis
Micrambyx humilis är en skalbaggsart som först beskrevs av Charles Joseph Gahan 1891.  Micrambyx humilis ingår i släktet Micrambyx och familjen långhorningar.
Artens utbredningsområde är Senegal. Inga underarter finns listade i Catalogue of Life.